# Liste des conseillers départementaux de la Charente
Pour un article plus général, voir Conseil départemental de la Charente.
Les conseillers départementaux de la Charente sont les membres de l'assemblée délibérante du département français de la Charente. Ils succèdent en 2015 aux conseillers généraux.

## Mandature 2021-2028
À la suite des élections départementales de juin 2021, la majorité sortante de l'union de la droite et du centre "En avant la Charente" est battue par la gauche. Le nouveau président du Conseil départemental est Philippe Bouty (DVG). Le groupe de "Vivons la Charente - La gauche unie", rassemblant des élus PS, PCF, EELV et DVG sous la présidence de Philippe Bouty, est donc majoritaire. L'opposition constitue un seul groupe, avec l'ensemble des élus de sensibilité de droite (LR, UDI, LREM, DVD), présidé par Jérôme Sourisseau.
| Parti                                | Sigle | Sigle | Élus |                                     |
| ------------------------------------ | ----- | ----- | ---- | ----------------------------------- |
| Majorité (20 sièges)                 |       |       |      |                                     |
| Divers gauche                        |       | DVG   | 11   | Vivons la Charente - La gauche unie |
| Parti socialiste                     |       | PS    | 7    | Vivons la Charente - La gauche unie |
| Parti communiste français            |       | PCF   | 1    | Vivons la Charente - La gauche unie |
| Europe Écologie Les Verts            |       | EÉLV  | 1    | Vivons la Charente - La gauche unie |
| Opposition (18 sièges)               |       |       |      |                                     |
| Divers droite                        |       | DVD   | 8    | En avant la Charente                |
| Les Républicains                     |       | LR    | 4    | En avant la Charente                |
| Union des démocrates et indépendants |       | UDI   | 4    | En avant la Charente                |
| La République en marche              |       | LREM  | 2    | En avant la Charente                |
| Président du Conseil départemental   |       |       |      |                                     |
| Philippe Bouty (DVG)                 |       |       |      |                                     |

| Canton             | Conseillers départementaux | Parti | Parti      |
| ------------------ | -------------------------- | ----- | ---------- |
| Angoulême-1        | Hélène Gingast             |       | Majorité   |
| Angoulême-1        | Patrick Mardikian          |       | Majorité   |
| Angoulême-2        | Laëtitia Regrenil          |       | Opposition |
| Angoulême-2        | Thomas Mesnier             |       | Opposition |
| Angoulême-3        | Stéphanie Garcia           |       | Opposition |
| Angoulême-3        | François Nebout            |       | Opposition |
| Boëme-Échelle      | Célia Hélion               |       | Majorité   |
| Boëme-Échelle      | Michel Carteret            |       | Majorité   |
| Boixe-et-Manslois  | Nicole Bonnefoy            |       | Majorité   |
| Boixe-et-Manslois  | Pierre-Hermann Mugnier     |       | Majorité   |
| Charente-Bonnieure | Sandrine Precigout         |       | Majorité   |
| Charente-Bonnieure | Fabrice Point              |       | Majorité   |
| Charente-Champagne | Marina Barbot              |       | Opposition |
| Charente-Champagne | Jean-Paul Zucchi           |       | Opposition |
| Charente-Nord      | Brigitte Fouré             |       | Opposition |
| Charente-Nord      | Fabrice Geoffroy           |       | Opposition |
| Charente-Sud       | Isabelle Lagarde           |       | Opposition |
| Charente-Sud       | Jacques Chabot             |       | Opposition |
| Charente-Vienne    | Jeanine Durepaire          |       | Majorité   |
| Charente-Vienne    | Philippe Bouty             |       | Majorité   |
| Cognac-1           | Florence Péchevis          |       | Opposition |
| Cognac-1           | Jean-Hubert Lelièvre       |       | Opposition |
| Cognac-2           | Émilie Richaud             |       | Opposition |
| Cognac-2           | Pierre-Yves Briand         |       | Opposition |
| La Couronne        | Fabienne Godichaud         |       | Majorité   |
| La Couronne        | Jean-François Dauré        |       | Majorité   |
| Gond-Pontouvre     | Maryline Vinet             |       | Majorité   |
| Gond-Pontouvre     | Thibaut Simonin            |       | Majorité   |
| Jarnac             | Anne Martron               |       | Opposition |
| Jarnac             | Jérôme Sourisseau          |       | Opposition |
| Touvre-et-Braconne | Fatna Ziad                 |       | Majorité   |
| Touvre-et-Braconne | Michel Buisson             |       | Majorité   |
| Tude-et-Lavalette  | Nelly Vergez               |       | Majorité   |
| Tude-et-Lavalette  | Patrick Gallès             |       | Majorité   |
| Val de Nouère      | Marie Henriette Beaugendre |       | Opposition |
| Val de Nouère      | François Bonneau           |       | Opposition |
| Val de Tardoire    | Marie Pragout              |       | Majorité   |
| Val de Tardoire    | Michaël Canit              |       | Majorité   |

## Mandature 2015-2021
À compter du scrutin de 2015, les « élections départementales » et les « conseils départementaux » remplacent les « élections cantonales » et les « conseils généraux », en vertu de la loi du 17 mai 2013. Le mode de scrutin est également modifié, passant à un renouvellement intégral des conseils au scrutin binominal majoritaire pour un mandat de 6 ans (au lieu d'un renouvellement par moitié au scrutin uninominal tous les 3 ans). Ainsi, le Conseil général de la Charente devient Conseil départemental et passe de 35 à 38 conseillers, pour 19 cantons.
À la suite des élections départementales de mars 2015, la majorité sortante de gauche est battue par l'union de la droite et du centre. Le nouveau président du Conseil départemental est François Bonneau (DVD). Le groupe de l'Union de la droite et du centre, rassemblant des élus UMP, UDI et DVD sous la présidence de Jean-Hubert Lelièvre, est donc majoritaire. L'opposition constitue un seul groupe, avec l'ensemble des élus de sensibilité de gauche (PS, EELV, PCF et DVG), présidé par Frédéric Sardin. 
| Parti                                | Sigle | Sigle | Élus |
| ------------------------------------ | ----- | ----- | ---- |
| Majorité (20 sièges)                 |       |       |      |
| Divers droite                        |       | DVD   | 11   |
| Union des démocrates et indépendants |       | UDI   | 4    |
| Les Républicains                     |       | LR    | 4    |
| Divers gauche                        |       | DVG   | 1    |
| Opposition (18 sièges)               |       |       |      |
| Parti socialiste                     |       | PS    | 11   |
| Divers gauche                        |       | DVG   | 4    |
| Front de gauche                      |       | FG    | 2    |
| Europe Écologie Les Verts            |       | EELV  | 1    |
| Président du conseil départemental   |       |       |      |
| Jérôme Sourisseau (UDI)              |       |       |      |

Mais la répartition change : 
- Jean-François Dauré (PS) doit démissionner en décembre 2015. Elu conseiller régional, il démissionne du Conseil départemental et reste maire de La Couronne et président de la Communauté d'agglomération du Grand Angoulême. Il est remplacé par Gérard Bruneteau, maire divers gauche de Puymoyen. On a : 10 PS et 5 DVG
- Jacques Persyn, (DVG ou PCF) décède en juillet 2016. Il est remplacé par le socialiste Michel Buisson, maire de Brie. On a 11 PS et 1 FG.
- 5 conseillers départementaux sont membres de l'UDI au 19 février 2017 : Agnès Bel (Angoulême-1), Samuel Cazenave (Angoulême-1), Brigitte Fouré (Charente-Nord), Didier Jobit (Tude-et-Lavalette), Jérôme Sourisseau (Jarnac).
- En décembre 2017, Frédéric Sardin quitte le PS et adhère à La République en marche!.

## Mandature 2011-2015

Le Conseil général de la Charente est composé de 35 membres. Après les cantonales de 2011, la majorité est composée de 23 membres de sensibilité de gauche. Michel Boutant (PS) demeure président du conseil général. L'opposition départementale rassemble 12 élus UMP-UDI, formant un seul groupe présidé par François Bonneau.
| Parti                                | Sigle | Sigle | Elus |
| ------------------------------------ | ----- | ----- | ---- |
| Majorité (23 sièges)                 |       |       |      |
| Parti socialiste                     |       | PS    | 16   |
| Divers gauche                        |       | DVG   | 5    |
| Parti communiste français            |       | PCF   | 2    |
| Opposition (12 sièges)               |       |       |      |
| Union pour un mouvement populaire    |       | UMP   | 5    |
| Divers droite                        |       | DVD   | 4    |
| Union des démocrates et indépendants |       | UDI   | 3    |
| Président du conseil général         |       |       |      |
| Michel Boutant (PS)                  |       |       |      |

## Mandature 2008-2011
À la suite des cantonales de 2008, la majorité est toujours composée de 23 membres de sensibilité de gauche, menée par Michel Boutant, président du conseil général depuis 2004. L'opposition départementale compte 12 élus UMP-DVD.
| Parti                             | Sigle | Sigle | Elus |
| --------------------------------- | ----- | ----- | ---- |
| Majorité (23 sièges)              |       |       |      |
| Parti socialiste                  |       | PS    | 17   |
| Divers gauche                     |       | DVG   | 4    |
| Parti communiste français         |       | PCF   | 2    |
| Opposition (12 sièges)            |       |       |      |
| Divers droite                     |       | DVD   | 6    |
| Union pour un mouvement populaire |       | UMP   | 6    |
| Président du conseil général      |       |       |      |
| Michel Boutant (PS)               |       |       |      |